# René mládenca príhody a skúsenosti
René mládenca príhody a skúsenosti (pol. Przygody i doświadczenia młodego René) – powieść autorstwa Jozefa Ignáca Bajzy wydana w latach 1784–1785, postrzegana jako pierwsza powieść w języku słowackim.

## Historia
Autor powieści był katolickim księdzem. Jego celem było przedstawić Słowaków jako nowoczesny europejski naród, który jest oparty na chrześcijańskich wartościach i jednocześnie wkracza w Oświecenie. Pisarz w celu napisania tej powieści jako pierwszy skodyfikował język słowacki. 11 listopada 1783 pierwszy tom otrzymał imprimatur cenzury wiedeńskiej, wydano go w połowie 1784 roku w bratysławskiej drukarni Jána Michala Landerera (oryginalna pisownia tytułu: René Mláďenca Príhodi, a Skúsenosťi). Cenzura kościelna wstrzymała wydanie drugiej części powieści w 1784 roku – drugi tom uzyskał imprimatur 28 maja 1785 roku od cenzury wiedeńskiej, drukarz Landerer rozpoczął skład, ale rada konsystorska wstrzymała publikację z uwagi na rzekomo skandaliczny charakter dzieła. Zachowały się jedynie dwa egzemplarze niedokończonego druku drugiego tomu. Rękopis dzieła zaginął.
Utwór jest często postrzegany jako pierwsza powieść w języku słowackim. Nagrano 30-minutowy film zawierający inscenizowaną lekturę powieści w 1975 roku.

## Charakterystyka
Powieść wykazuje wpływy idei oświeceniowych oraz popularnych dzieł, takich jak Przygody Telemaka François Fénelona czy Kandyd Voltaire’a. Stanowi połączenie oświeceniowej Bildungsroman, romansu dworskiego, powieści satyrycznej oraz orientalistycznego dzieła fantastycznego z elementami pikarejskimi i dydaktycznymi. Częste dydaktyczne monologi sugerują, że autor ustami narratora wyrażał  własne opinie, co było typowe dla tego typu ówczesnych powieści. Imię głównego bohatera sugeruje, że jest on odrodzony, odkrywający swoją przeszłość.
W utworze występują typowe orientalistyczne tropy, jak np. porwanie przez piratów, obecne np. w Przypadkach Robinsona Kruzoe. Islam i muzułmanie stereotypowo przedstawieni w powieści jako niewierni barbarzyńcy służą do ukazania prymatu chrześcijaństwa i Europejczyków jako lepszych pod względem kulturalnym, moralnym i intelektualnym. Jedyną pozytywną muzułmańską postacią jest sędzia z Trypolisu. Pozytywnie została także przedstawiona odległa historycznie cywilizacja Starożytnego Egiptu.

## Fabuła
Utwór składa się z dwóch części, w części pierwszej zostały opisane przygody Renégo w Oriencie, natomiast w części drugiej przedstawiono jego przeżycia w Austrii oraz na Górnych Węgrzech.  
Część pierwsza to typowa powieść sentymentalno-podróżnicza. René to młody wenecjanin, który wraz z nauczycielem Van Stiphoutem wyjeżdża na poszukiwanie swojej zaginionej siostry Fatimy. Jego statek dopływa do libańskiego Trypolisu, którym rządzi pasza podlegający osmańskiemu sułtanowi. Córka paszy, Fatima, rozpoznaje w Reném swojego zaginionego brata-bliźniaka. René pragnie ją zabrać do Wenecji, ale powstrzymał go bandyta Aboris, który porwał Fatimę. René i nauczyciel zostają rozdzieleni, René dostaje się na łodzi ratunkowej do Egiptu, gdzie zostaje niewolnikiem. Wykupuje go Kopt, który zwraca mu wolność. Mufti z Kairu zatrudnia go jako nauczyciela swojego syna i córki Hadixy; dochodzi do miłosnych perypetii pomiędzy Reném a Hadixą. Mufti uwięził Hadixę i Renégo w więzieniu; Hadixa jest zagrożona egzekucją, ostatecznie udowadnia swoją niewinność, a mufti zgadza się na ślub pod warunkiem, że René przejdzie na islam; ten odmawia i wraca do Wenecji, gdzie spotyka się z Hadixą, jednak nie poślubia jej od razu, gdyż chce jeszcze poznać świat i odnaleźć swoje powołanie. 
Druga równoległa historia opowiada losy Renégo i Fatimy porwanych jako dzieci przez osmańskich piratów; Fatima mieszka w Trypolisie, a René dorasta również tamże jako Ibrahim, ucieka w wieku chłopięcym do Wenecji, gdzie adoptuje go kupiec Don Varlet. Ostatecznie Fatimie udaje się uciec z Trypolisu z pomocą Van Stiphouta, Don Varlet okazuje się biologicznym ojcem Renégo i Fatimy, a Koptyjska niania ich biologiczną matką. Fatima pragnie poślubić Van Stiphouta, który uratował jej życie, jednak jest to niemożliwe, gdyż jest on katolickim księdzem. 
Część druga jest skoncentrowana na krytycznym opisie rzeczywistości – René będąc obcokrajowcem opisuje i ocenia sytuację panującą na Słowacji, niejednokrotnie w sposób satyryczny. W korzystny sposób przedstawia w niej reformy Józefa II Habsburga. 